# Ventura Film
ventura film ist eine Schweizer Film- und Dokumentarfilmgesellschaft die 1991 im Tessin gegründet wurde.

## Geschichte
ventura film wurde 1991 gegründet. In Zusammenarbeit mit anderen europäischen Partnern entstanden schon weit über 40 Dokumentar- und Spielfilme.

## Filmografie
- 2019 Gateways to New York – Othmar H. Ammann and His Bridges
- 2018 Libellula Gentile – Fabio Pusterla, il lavoro del poeta
- 2018 Mein Bruder heißt Robert und ist ein Idiot
- 2017 Il colore nascosto delle cose/Emma
- 2017 Sicilian Ghost Story
- 2016 Il Fiume Ha Sempre Ragione
- 2016 7 Minutes
- 2015 Occhi chiusi
- 2015 Correndo in volo
- 2015 La obra del siglo
- 2014 Ailleurs exactement
- 2014 Fuori Mira
- 2014 smoKings
- 2014 They Chased Me Through Arizona
- 2013 Alfonsina
- 2013 Die Frau des Polizisten
- 2013 Per altri occhi
- 2013 Via Castellana Bandiera
- 2012 Egliadas – Augenblicke – Der Fotograf Emil Brunner und seine Kinder
- 2012 Il comandante e la cicogna
- 2012 Tutto parla di te
- 2011 Glauser
- 2011 The Substance – Albert Hoffmann’s LSD
- 2010 Le quattro volte
- 2010 My Reincarnation
- 2009 Custodi di guerra
- 2009 Mirna
- 2009 The Sound After The Storm
- 2008 Segreti e sorelle
- 2007 Dutti der Riese – Der Migros-Gründer Gottlieb Duttweiler
- 2007 Fuori dalle corde
- 2007 Nessuna qualità agli eroi
- 2007 Salata Baladi
- 2007 Vogliamo anche le rose
- 2006 Juventude em marcha
- 2006 La traductrice
- 2006 Volevo solo vivere
- 2005 Die grosse Stille
- 2005 Powerful Men
- 2004 Los Muertos
- 2003 La diga
- 2003 Sogno di tango
- 2003 Tristano e Tabucchi
- 2002 L'ange de l'épaule droite
- 2002 Septemberwind – Migrantengeschichten
- 2001 Paul Sacher, portrait du mécène en musicien
- 2000 Addio Lugano bella
- 2000 No quarto da vanda
- 1999 Rom Tour
- 1999 Trümpi – Anton Bruhin – Der Maultrommler
- 1998 Petits désordres amoureux
- 1997 Irrlichter

## Weblink
- Website von Ventura Film